# Frantz Benjamin
Pour les articles homonymes, voir Benjamin.
Frantz Benjamin, né à Port-au-Prince en Haïti, est un poète, romancier et homme politique québécois, élu député de Viau à l'Assemblée nationale du Québec sous la bannière du Parti libéral du Québec lors des élections générales du 1er octobre 2018. Il est le troisième vice-président de l'Assemblée nationale du Québec depuis le 29 novembre 2022.
Il est conseiller municipal à Montréal de 2003 à 2018.

## Biographie
Né à Port-au-Prince en Haiti et vit à Montréal depuis 1986. Il est père de deux enfants.
Il a complété un baccalauréat en journalisme ainsi qu'un certificat en littérature à l’Université du Québec à Montréal (UQAM).

### Vie littéraire
À l'instar du célèbre Gérald Godin, il est un député poète. Son œuvre est traversée par le quartier montréalais de Saint-Michel, qui comporte une diaspora haïtienne foisonnante: 

« Nous n’avons pas de librairie. Il y a une bibliothèque qui est plutôt au sud du quartier. J’ai grandi le long du boulevard Pie-IX, et mes parents ne voulaient pas que j’aille à cette bibliothèque parce que c’était trop loin et dangereux, traversé par la Métropolitaine. Je devais me rendre à la bibliothèque de Saint-Léonard. Nous avons encore cet enjeu d’avoir des lieux d’accès et des plateformes culturelles pour les amoureux des livres. On a besoin d’une librairie ! Par contre, nous avons une belle effervescence culturelle. Assez souvent, je fais des slams avec de jeunes poètes… »

### Vie politique
En novembre 2009, il devient conseiller municipal à Montréal dans le district Saint-Michel de l'arrondissement Villeray-Saint-Michel-Parc-Extension avec l'Équipe Tremblay - Union Montréal. Le 30 octobre 2012, il quitte ce parti à la suite des allégations troublantes de la commission Charbonneau. Il siège comme conseiller indépendant jusqu'en juin 2013 où il rejoint l'équipe de Denis Coderre.
Lors des élections municipales de novembre 2013, il est réélu au même poste sous les couleurs de l'Équipe Denis Coderre pour Montréal ainsi qu'aux élections de 2017.
Il est élu député de Viau à l'Assemblée nationale du Québec sous la bannière du Parti libéral du Québec lors des élections générales du 1er octobre 2018. Il est réélu lors des élections du 3 octobre 2022.
Il est le troisième vice-président de l'Assemblée nationale du Québec depuis le 29 novembre 2022.

## Œuvre
- Valkanday : pwezi, Montréal, Éditions paroles. 2000, 48 p.  (ISBN 2-922726-00-2)
- Dits d'errance, Montréal, Mémoire d'encrier, 2004, 67 p.  (ISBN 2-923153-06-5)
- Vingt-quatre heures dans la vie d'une nuit, Mémoire d'encrier, 4 octobre 2010 (ISBN 978-2-923713-36-6, présentation en ligne).
- Le Saint-Michel des Haïtiens : perspectives sur la trajectoire de la communauté haïtienne du Québec dans un quartier de Montréal, Montréal, Les Éditions du CIDIHCA, 2012, 186 p.  (ISBN 9782894543832)
- Une femme à la mer, Montréal, Mémoire d'encrier, 2016,  (ISBN 9782897122874)
- Nuit des anses pleines, Montréal, Mémoire d'encrier, 2021, 58 p.  (ISBN 9782897127589)